# Épine de l'hélix
L'épine de l'hélix (ou tubercule de l'auricule ou tubercule apical ou apex de l'auricule ou apophyse de l'hélix) est une saillie située à la partie antérieure du cartilage de l'auricule sur laquelle s'insère le muscle auriculaire supérieur.
Elle fait partie avec le tubercule de Darwin des structures vestigiales permettant la mobilisation des oreilles. 

## Anatomie comparée
La plupart des mammifères possèdent trois muscles auriculaires qui impriment au pavillon de l'oreille des mouvements volontaires plus ou moins étendus, leur permettant de mieux entendre les bruits propres à les avertir de l'approche de leur proie ou de leur prédateur. Chez l'homme, ces muscles ont conservé leurs insertions (notamment celle de l'épine de l'hélice) et leurs connexions, mais ont cessé d'être fonctionnels. Cependant quelques individus peuvent parvenir à contracter les muscles auriculaires non rudimentaires.